# Volyňka
Volyňka är ett vattendrag i Tjeckien.   Det ligger i regionen Södra Böhmen, i den sydvästra delen av landet, 100 km söder om huvudstaden Prag.